# Zespół klasztorny pobernardyński w Kazimierzu Biskupim
Zespół klasztorny pobernardyński w Kazimierzu Biskupim – dawny klasztor i kościół bernardynów, należący obecnie do Misjonarzy Świętej Rodziny. Mieści się we wsi Kazimierz Biskupi, w województwie wielkopolskim.

## Historia
Należał wcześniej do zakonu benedyktynów. Został wzniesiony w latach 1513-1520 na miejscu kaplicy św. Jana i ufundował go biskup Jan Lubrański. W czasie najazdów szwedzkich został zniszczony, następnie go odbudowano i poddano renowacji. Na zespół składa się kościół pod wezwaniem Pięciu Braci Męczenników i klasztor.
W dawniejszych czasach przy klasztorze znajdował się cmentarz.
W latach 1863–1864 miejscowi bernardyni czynnie, lub poprzez kazania, działali na rzecz powstania styczniowego. Wśród nich byli: o. January Walkowski, o. Wincenty Uzarski, o. Piotr Kowalski, lektor Zefiryn, Stefan Cieśliński, o. Atanazy Karwowski, kleryk Augustyn Rymarkiewicz, o. Maciej Morawski, o. Rafał Stasinkowski (Staszakowski) i kleryk Michał Wieczorkiewicz. W 1898 roku klasztor został formalnie zniesiony. W 1921 roku obiekt przejęli na własność Misjonarze Świętej Rodziny. Podczas II wojny światowej Niemcy uczynili z klasztoru obóz przejściowy dla polskich księży (jednym z więźniów był m.in. ksiądz Wacław Gieburowski - dyrygent Chóru Archikatedralnego w Poznaniu), a w późniejszym czasie magazyn zbożowy. Ponadto skonfiskowali relikwiarze wykonane ze srebra i kości słoniowej, dzwon oraz porozrzucali relikwie Pięciu Braci Męczenników, które miejscowa ludność pozbierała i po wojnie przekazała z powrotem zakonnikom. Część misjonarzy z Kazimierza Biskupiego poniosła śmierć w niemieckich obozach koncentracyjnych.
Od 1945 do 1948 roku w budynkach klasztornych mieściło się gimnazjum koedukacyjne, które powstało dzięki staraniom ks. Tadeusza Duszy ze Zgromadzenia Misjonarzy Świętej Rodziny. W sierpniu 1948 roku gimnazjum zostało przeniesione do Kleczewa.

## Kościół Pięciu Braci Męczenników
Kościół reprezentuje architekturę późnogotycką, po zniszczeniach odbudowano go pod koniec osiemnastego stulecia, następnie był kilkakrotnie odnawiany (m.in. 1898, 1919 i w latach 1970-1973 (wnętrze otrzymało wtedy nowoczesny wystrój)). Ze starszego wyposażenia zachowały się m.in. nagrobek Stanisława Rusockiego z 1605 roku, w stylu późnego renesansu oraz Obraz św. Anny Samotrzeć z pierwszej połowy XVII stulecia. Wnętrze nakryte jest gotyckimi sklepieniami. W świątyni przechowuje się część relikwii Pięciu Braci Męczenników.
Pod kościołem klasztornym znajdują się krypty. Pod ołtarzem głównym, według kroniki Dominika Elewskiego, miała zostać pochowana dziedziczka Gosławska oraz jej wnuk Jan Gosławski - właściciel Gosławic i Kazimierza Biskupiego oraz dobrodziej bernardyńskiego klasztoru. Inną osobą pochowaną pod klasztorem, o ustalonej tożsamości, jest Barbara Lipska z domu Żychlińska - matka Józefa Lipskiego.
Podczas prowadzonych prac archeologicznych w kryptach klasztornych w 2022 roku wydobyto m.in. szczątki około 100 osób, 12 trumien, dwie damskie suknie, jeden czechman, dwa ornaty oraz liczne jedwabne i metalowe fragmenty.
W grudniu 2023 roku, w ołtarzu bocznym, na stałe zostały umieszczone relikwie rodziny Ulmów.

## Klasztor
Klasztor został wybudowany na rzucie podkowy, wzniesiono go w tym samym czasie co kościół. W klasztorze znajduje się Wyższe Seminarium Duchowne oraz zbiory etnograficzne i przyrodnicze przywiezione m.in. z Madagaskaru i Tajlandii. Wokół klasztoru rozmieszczone są krużganki wzniesione w osiemnastym stuleciu. Wejście do klasztoru prowadzi przez drewniana wieżę-dzwonnicę, zakończoną ażurowym hełmem. W krużgankach zachowały się portale w stylu późnego gotyku.

## Bractwo Świętych Pięciu Męczenników
W klasztorze ma swoją siedzibę Bractwo Świętych Pięciu Męczenników, które istnieniem sięga 1724 roku. Początkowo do bractwa należeli lokalni duchowni, szlachta oraz kazimierscy mieszczanie. Nad bractwem opiekę sprawowali bernardyni. Bractwo działało w sferze charytatywnej, kulturalnej oraz oświatowej. Bractwo przestało istnieć w XIX wieku. W 2001 roku ponownie zaistniało dzięki staraniom lokalnych społeczników.